# جيمس جونسون (لاعب كرة قدم أمريكية)
جيمس جونسون (بالإنجليزية: James Johnson)‏ هو لاعب كرة قدم أمريكية ولاعب كرة قدم كندية أمريكي، ولد في 5 مايو 1980 في لوس أنجلوس في الولايات المتحدة.
حصل جونسون على جائزة أفضل لاعب في الكأس الرمادية رقم 95 في 25 نوفمبر 2007 بعد اعتراضه لثلاث تمريرات قياسية من بينها تمريرة واحدة لمسها من مسافة 30 ياردة. وقد ساعدت جهوده الدفاعية في قيادة فريق ساسكاتشوان راوريدرز للفوز 23-19 على منافسه وينيبيغ بلو بومبرز المنافس في دوري كرة القدم الأمريكية للمحترفين. كانت هذه هي المرة الأولى منذ عام 1994 التي يحصل فيها لاعب دفاعي على لقب أفضل لاعب فردي في الكأس الرمادية. حصل جونسون على مكافأة قدرها 10,000 دولار أمريكي نقدًا نظير جهوده.
”لم أكن أتخيل ذلك أبداً. هذه هي المرة الأولى التي أحصل فيها على ثلاثة اعتراضات في مباراة واحدة.“
كانت هذه هي البطولة الوطنية الثالثة فقط لفريق Roughriders في 15 مشاركة في الكأس الرمادية.